# Merry Christmas For You
「Merry Christmas For You」は、1995年11月22日に発売された内田有紀のミニ・アルバム。
近年では音楽配信サービスで音源が入手可能。

## 収録曲
全編曲：武部聡志
全作詞：真名杏樹（特記以外）
1. ママがサンタにキスをした（3分43秒）
訳詞：草野昌一／作曲：Tommie Connor
2. 君が来るのを期待していたんだから（3分27秒）
作曲：斉藤英夫
3. Tシャツでギュッと（4分41秒）
作曲：井上慎二郎
4. 赤鼻のトナカイ（2分34秒）
訳詞：草野昌一／作曲：Johnny Marks
5. key（4分30秒）
作曲：はたけ
6. ずっと今夜を忘れない（5分25秒）
作曲：楠瀬誠志郎
7. メッセージ（1分57秒）